# Lyssomanes trifurcatus
Lyssomanes trifurcatus là một loài nhện trong họ Salticidae.
Loài này thuộc chi Lyssomanes. Lyssomanes trifurcatus được Frederick Octavius Pickard-Cambridge miêu tả năm 1900.